# Mesorregión de Presidente Prudente
La mesorregión de Presidente Prudente era una de las quince mesorregiones del estado brasileño de São Paulo. Estaba formada por la unión de 54 municipios, agrupados en tres microrregiones.
En 2017 el IBGE disolvió las mesorregiones y microrregiones, creando un nuevo marco regional brasileño, con nuevas divisiones geográficas denominadas, respectivamente, regiones geográficas intermedias e inmediatas.

## Microrregiones
- Adamantina
- Dracena
- Presidente Prudente